# Intelsat
Intelsat, Ltd. est le second fournisseur de services de télécommunications par satellites. La société est basée à Pembroke, aux Bermudes, et ses bureaux principaux sont à Washington, aux États-Unis.

## Historique
Le consortium intergouvernemental International Telecommunications Satellite Consortium (INTELSAT) a été créé le 20 août 1964, associant 11 pays. Il a pour but de fournir des services de télécommunications internationales sur une base non discriminative.
Le 6 avril 1965, le premier satellite Early Bird est placé sur orbite géosynchrone au-dessus de l'océan Atlantique par une fusée Delta D.
En 1973, le consortium change de nom et regroupe 80 pays signataires.
Le 30 novembre 1998, création de New Skies Satellites N.V. auquel Intelsat apporte 5 satellites en orbite, un satellite en construction, des positions orbitales et du capital.
Le 18 juillet 2001, Intelsat devient une société privée sous le nom Intelsat Ltd.
En août 2004, la société est vendue aux fonds d'investissement Madison Dearborn Partners, Apax Partners, Permira et Apollo Management.
Le 3 juillet 2006, Intelsat finalise le rachat de son concurrent PanAmSat.
Le 28 février 2017, Intelsat annonce son intention de fusionner avec OneWeb, mais renonce finalement en juin.
Le 14 mai 2020, Intelsat (lourdement déficitaire) annonce être en grande difficulté financière et place certaines de ses filiales sous protection du Chapitre 11 de la loi américaine sur les faillites.

## Principaux actionnaires
Au 25 mai 2020.
| BC Partners Advisors         | 58,6% |
| Silver Lake Management       | 9,87% |
| Cyrus Capital Partners       | 7,58% |
| Discovery Capital Management | 5,49% |
| Appaloosa                    | 4,89% |
| The Vanguard Group           | 3,99% |
| Invesco Asset Management     | 2,72% |
| PointState Capital           | 2,36% |
| Morgan Stanley               | 2,32% |
| Pentwater Capital Management | 2,27% |

## Activités
La société possède 53 satellites géostationnaires[Quand ?], plusieurs téléports dont celui de Fuchsstadt en Allemagne.
Historiquement, les satellites d'Intelsat servaient à fournir les connexions internationales des opérateurs téléphoniques nationaux.
Depuis sa privatisation en 2001, la société fournit de nombreux services de télécommunications : diffusion de chaînes de télévision, de radios, de voix sur IP, services VSAT, interconnexion de réseaux IP.
Avec ces satellites, la société permet la diffusion du bouquet satellitaire CanalSat Caraïbes.

## Services
Rappel historique des missions INTELSAT :
Période expérimentale :
- Telstar 1 : Premier lancement d'un satellite de télécommunications
- Intelsat I : 1 satellite dans la série « Early Bird », 1965 : 240 circuits voix + 1 circuit TV. Premier satellite de télécommunications commercial à être placé en orbite géostationnaire.
- Intelsat II : 4 satellites dans la série 1966-1967 : 240 circuits voix + 1 circuit TV

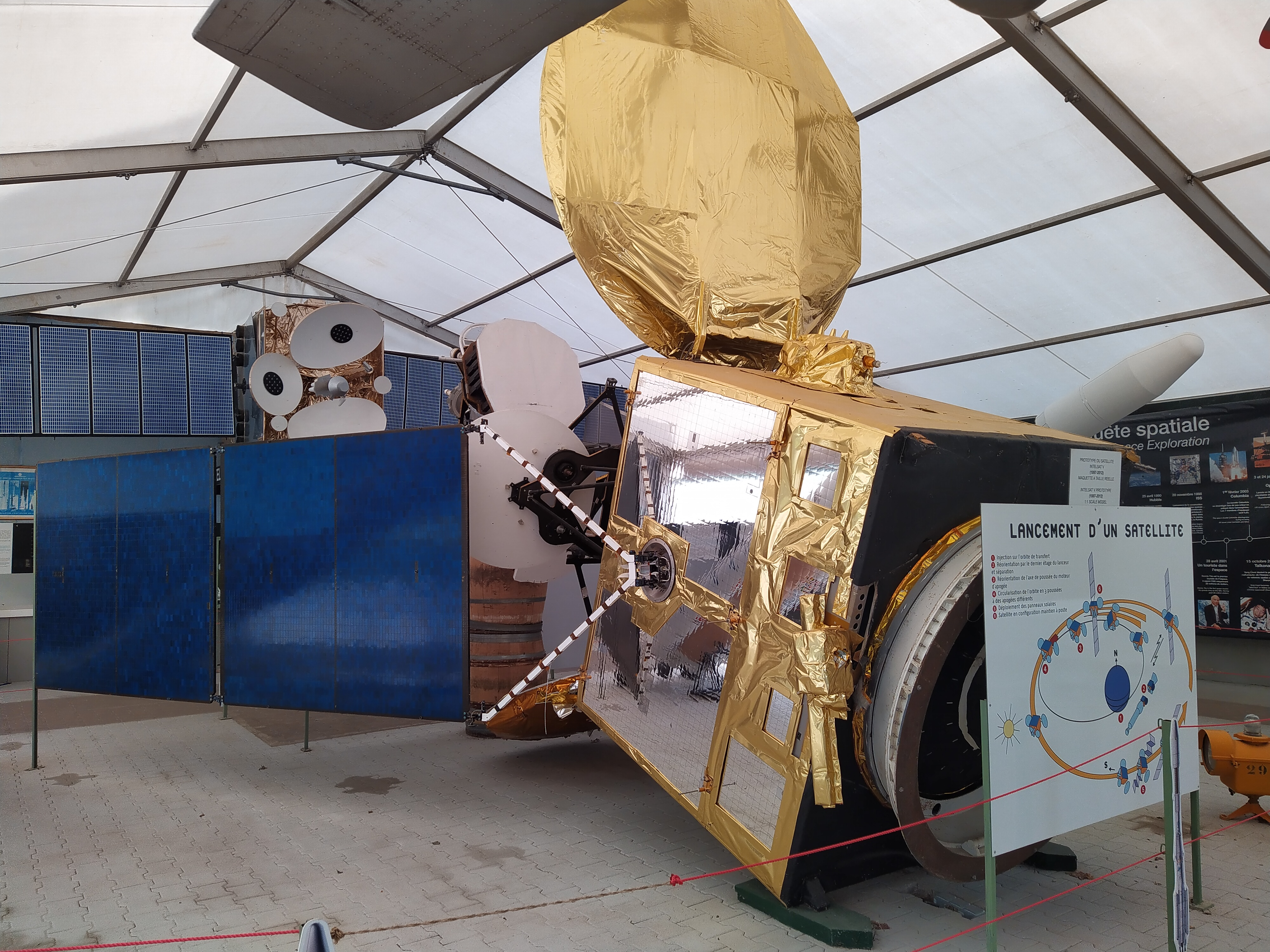
Maquette du satellite Intelsat V au château de Savigny-lèes-Beaunes.

Fin de la période expérimentale, ouverture commerciale du service Intelsat :
- Intelsat III : 8 satellites dans la série 1968-1970 : 1 500 circuits voix + 4 circuits TV
- Intelsat IV : 8 satellites dans la série 1971-1975 : 4 000 circuits voix + 2 circuits TV
- Intelsat IV-A : 6 satellites dans la série 1975-1978 : 6 000 circuits voix + 2 circuits TV
- Intelsat V : 9 satellites dans la série 1980-1984 : Inmarsat / 12 000 circuits voix + 2 circuits TV
- Intelsat V-A : 6 satellites dans la série 1984 : Inmarsat / 12 000 circuits voix + 2 circuits TV
- Intelsat VI : 1989-1991 : 15 000 circuits voix + 3 circuits TV (simultanés) SS/TDMA.